# Табэи, Дзюнко

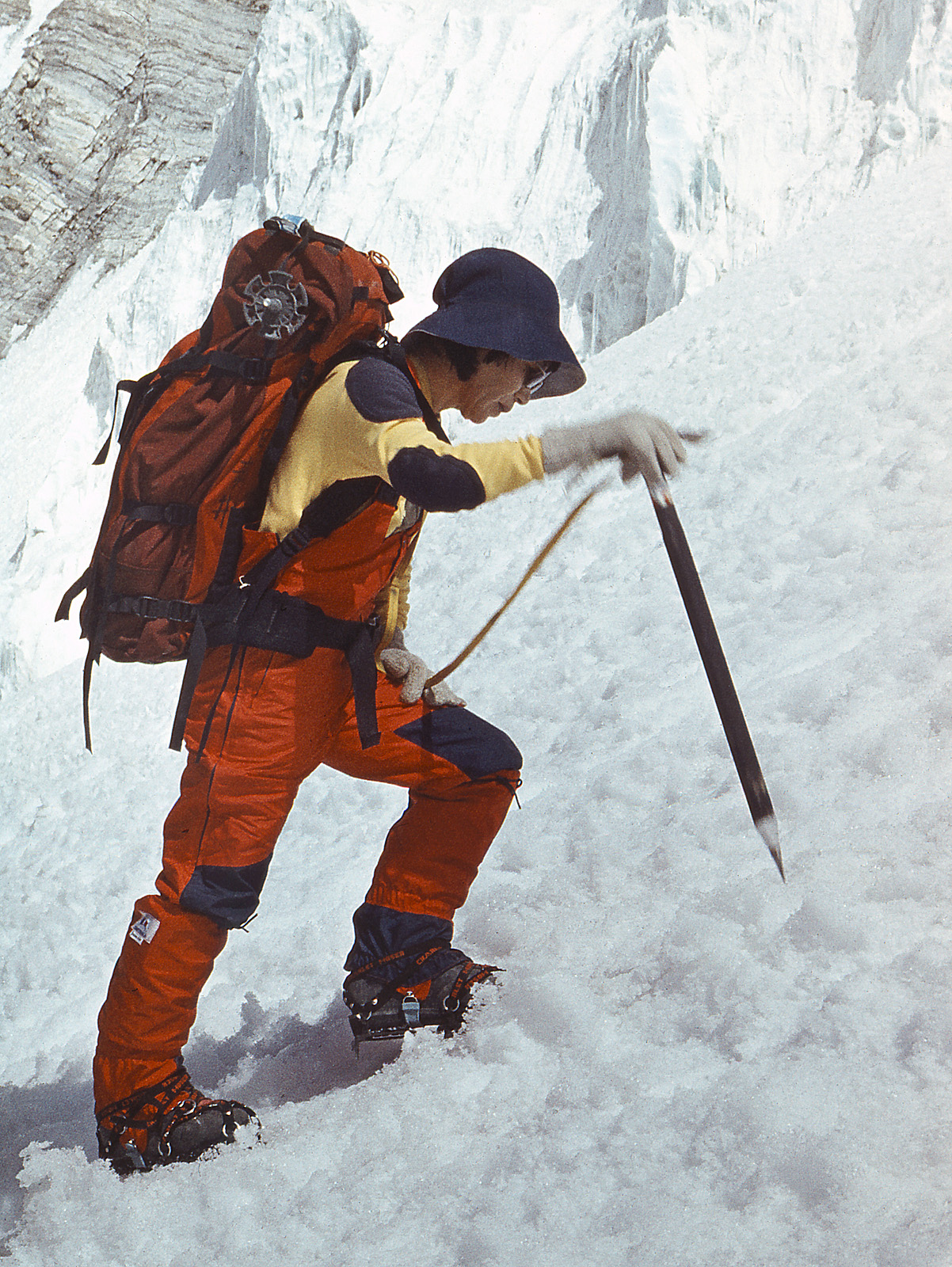
Дзюнко Табэи во время восхождения на пик Коммунизма в 1985 году.

Дзюнко Табэи (яп. 田部井 淳子 Табэи Дзюнко, 22 сентября 1939, Михару, Фукусима — 20 октября 2016, Кавагоэ, Сайтама) — японская альпинистка. Первая женщина, ступившая на вершину Джомолунгмы (16 мая 1975 года), покорила также восьмитысячники Аннапурну, Шишабангму, награждена орденом королевства Непал. Одна из сильнейших альпинисток мира.

## Биография
Пятая дочь в многодетной семье. Росла хрупким (и во взрослом возрасте её рост составлял всего 152 см), слабым ребенком. Начала заниматься альпинизмом в возрасте 10 лет, первое восхождение совершила на гору Насу (1916 м). Занятия альпинизмом сильно ограничивало отсутствие денег в их семье на такое дорогое увлечение, в течение школьных лет Табэи совершила всего несколько подъемов.
С 1958 по 1962 год изучала английскую литературу и педагогику в Женском университете Сёва, была членом альпинистского клуба. После окончания университета в 1969 году Табэи сформировала женский альпинистский клуб (LCC). Девизом клуба было «давайте отправимся в зарубежную экспедицию самостоятельно», клуб был первым в своем роде в Японии. Позднее Табэи заявила, что она основала клуб из-за того, что к ней высокомерно относились мужчины-альпинисты того времени; некоторые мужчины, например, отказались совершать восхождения вместе с ней, другие думали, что она заинтересована только в том, чтобы таким способом найти себе мужа.
За это время она поднялась на гору Фудзи в Японии и Маттерхорн в швейцарских Альпах. В 1972 году получила признание как альпинист в Японии.
В LCC она собрала команду, ставшую известной как Экспедиция японских женщин на Эверест (JWEE), возглавляемую Эйко Хисано. В JWEE было 15 членов, в основном работающих женщин, включая учителей, программиста и консультанта по делам несовершеннолетних. Двое, включая Табэи, были матерями. После того, как 19 мая 1970 года Табэи и Хироко Хиракава успешно поднялись на Аннапурну III, LCC решил заняться экспедицией на Эверест.
Сама помогла найти спонсоров для экспедиции, хотя ей часто говорили, что женщины «должны воспитывать детей». Она смогла получить финансирование в последнюю минуту от газеты Yomiuri Shimbun и Nippon Television, однако всем в группе приходилось потратить сумму, которая была почти равна средней заработной плате в Японии. Чтобы сэкономить деньги, они использовали переработанные автокресла, чтобы сшить водонепроницаемые сумки и перчатки. Они также купили гусиное перо из Китая и сделали себе спальные мешки. Студенты в школе собирали неиспользованный порционный джем для своих учителей.
После длительного обучения команда в начале 1975 года отправилась в Катманду. Они планировали тот же маршрут подъёма на Эверест, что и сэр Эдмунд Хиллари и Тенцинг Норгей в 1953 году. В начале мая группа находилась в лагере на высоте 6300 метров, когда их накрыла снежная лавина. Женщины и их проводники оказались погребены под снегом. Табэи потеряла сознание примерно на шесть минут, пока её проводник шерп не откопал её. Через двенадцать дней после этого, 16 мая 1975 года, вместе с проводником шерпом, Анг Церинг, Табэи стала первой женщиной, достигшей вершины Эвереста. За это восхождение Табэи была осыпана вниманием: она получила послания от короля Непала и японского правительства, об этой экспедиции был сделан телевизионный мини-сериал, Табэи совершила поездку по Японии.
В 1989 году покорила Эльбрус, в сезоне 1990—1991 годах достигла вершины горы Винсон, самой высокой горы Антарктиды. А в 1992 году первой из женщин выполнила программу 7 вершин, покорив все семь высочайших вершин различных континентов.
Также занималась экологическими проблемами; в 2000 году она окончила аспирантуру в Университете Кюсю, сосредоточив внимание на экологической деградации Эвереста, вызванной накоплением оставляемого совершающими восхождения мусором. Табэи также была директором Гималайского приключенческого траста Японии, организации, работающей на глобальном уровне для сохранения горных природных условий. Один из проектов состоял в том, чтобы построить мусоросжигательный завод, чтобы сжечь «альпинистский мусор». Она также возглавляла и участвовала в санитарных восхождениях в Японии и Гималаях.
Имела семью, муж, Масанобу Табэи, работал на фирме «Хонда мотор компани», дочь Норико и сына Cинъя. Преподавала игру на фортепиано и народном инструменте кото. Возглавляла женский альпинистский клуб.
В последние годы жизни долго боролась с раком, диагностированным у неё в 2012 году. Несмотря на это продолжала заниматься альпинизмом.

## Память
Именем Табэи 23 мая 2000 года названа малая планета 6897 Tabei, открытая 15 ноября 1987 года А. Мркосом в Клети, название предложил М. Тихи. В честь этой знаменитой альпинистки также названы горы на Плутоне (лат. Tabei Montes, название утверждено МАС 19 ноября 2019 года).